# Cá đuối quạt
Cá đuối quạt, tên khoa học Okamejei hollandi, là một loài cá đuối thuộc họ Rajidae. Chúng thường có độ dài trung bình 250 – 400 mm.